# Trinseo
Trinseo ist ein luxemburgischer Chemiekonzern mit Sitz in Luxemburg-Stadt und Verwaltungssitz in Berwyn bei Philadelphia.
Trinseo stellt Lösungs-Styrol-Butadien-Kautschuk (SSBR), Lithium-katalysierten Niedrig-Cis-Butadien-Kautschuk (Li-BR), Nickel-katalysierten Hoch-Cis-Butadien-Kautschuk (Ni-BR), Emulsions-Styrol-Butadien-Kautschuk (E-SBR) sowie Polystyrol, Acrylnitril-Butadien-Styrol-Copolymerisat (ABS), Styrol-Acrylnitril (SAN), Polycarbonat und Polypropylen her.
Die Produktion findet auch am ursprünglichen Standort der Buna-Werke in Schkopau statt, wo 2012 eine neue SSBR-Produktionsstätte mit einer zusätzlichen Kapazität von 50.000 Tonnen pro Jahr in Betrieb genommen wurde. Das Werk in Schkopau wurde im November 2021 an das polnische Chemieunternehmen Synthos verkauft.

## Geschichte
Trinseo entstand unter dem Namen Styron als Spin-off von Dow Chemical im Jahr 2010. Bei der Bieterschlacht setzte sich Bain Capital gegen Apollo Management, die Texas Pacific Group und Lotte Chemical durch, die 23,6 % des Unternehmens im Jahr 2014 an die Börse brachte. Die amerikanische Trinseo wird von der in Luxemburg angesiedelten Trinseo S.A. gehalten.
Bis 2016 hat Bain Capital alle Anteile an Trinseo veräußert.

## Werke
Viele der Werke von Trinseo befinden sich in bestehenden Dow-Standorten.
Europa:
- Böhlen (Sachsen), Deutschland
- Hamina, Finnland
- Horgen, Schweiz
- Livorno, Italien
- Norrköping, Schweden
- Rheinmünster, Baden-Württemberg, Deutschland
- Samstagern, Schweiz (nur Forschung)
- Schwalbach am Taunus, Hessen, Deutschland
- Stade, Niedersachsen, Deutschland
- Terneuzen, Niederlande
- Tessenderlo, Belgien

Amerika:
- Dalton (Georgia), USA
- Midland (Michigan), USA
- Allyn's Point, Connecticut, USA
- Guarujá, Brasilien

Asien:
- Merak, Indonesien
- Ulsan, Südkorea
- Zhangjiagang, China